# Linea Blu (metropolitana di Yokohama)
La linea Blu (横浜市営地下鉄ブルーライン?, Yokohama Shiei Chikatetsu Burū Rain) o linea B, è una delle due linee attualmente operative della metropolitana di Yokohama, posseduta e gestita dall'operatore Ufficio dei trasporti di Yokohama. Formalmente è composta da due linee unificate, la linea 1 e la linea 3. La prima unisce Shōnandai a Kannai, e la seconda quest'ultima ad Azamino. Tutti i treni percorrono entrambe le linee per 40,4 km con un tempo di percorrenza di 67 minuti.

## Stazioni
| Numero | Stazione           | Giapponese     | Distanza (da Azamino) (km) | Collegamenti | Posizione (distretto) | Linea |
| ------ | ------------------ | -------------- | -------------------------- | --- | --------------------- | ----- |
| B01    | Azamino            | あざみ野       | 0                          | ● Linea Tōkyū Den-en-toshi | Aoba-ku Yokohama      | 3     |
| B02    | Nakagawa           | 中川           | 1.5                        | | Tsuzuki-ku Yokohama   | 3     |
| B03    | Center-Kita        | センター北     | 3.1                        | Linea verde | Tsuzuki-ku Yokohama   | 3     |
| B04    | Center-Minami      | センター南     | 4.0                        | Linea verde | Tsuzuki-ku Yokohama   | 3     |
| B05    | Nakamachidai       | 仲町台         | 6.3                        | | Tsuzuki-ku Yokohama   | 3     |
| B06    | Nippa              | 新羽           | 8.6                        | | Kōhoku-ku Yokohama    | 3     |
| B07    | Kita Shin-yokohama | 北新横浜       | 9.6                        | | Kōhoku-ku Yokohama    | 3     |
| B08    | Shin-Yokohama      | 新横浜         | 10.9                       | Tōkaidō Shinkansen ■ Linea Yokohama | Kōhoku-ku Yokohama    | 3     |
| B09    | Kishine-kōen       | 岸根公園       | 12.5                       | | Kōhoku-ku Yokohama    | 3     |
| B10    | Katakurachō        | 片倉町         | 13.7                       | | Kanagawa-ku Yokohama  | 3     |
| B11    | Mitsuzawa-kamichō  | 三ツ沢上町     | 15.6                       | | Kanagawa-ku Yokohama  | 3     |
| B12    | Mitsuzawa-shimochō | 三ツ沢下町     | 16.5                       | | Kanagawa-ku Yokohama  | 3     |
| B13    | Yokohama           | 横浜           | 17.9                       | ■ Linea Yokohama ■ Linea Keihin-Tōhoku e Negishi ■ Linea Tōkaidō ■ Linea Yokosuka ■ Linea Shōnan-Shinjuku ● Linea Tōkyū Tōyoko ● Linea Keikyū principale Linea Minatomirai ● Linea Sagami principale | Nishi-ku Yokohama     | 3     |
| B14    | Takashimachō       | 高島町         | 18.8                       | | Nishi-ku Yokohama     | 3     |
| B15    | Sakuragichō        | 桜木町         | 20.0                       | ■ Linea Keihin-Tōhoku e Negishi ■ Linea Yokohama | Naka-ku Yokohama      | 3     |
| B16    | Kannai             | 関内           | 20.7                       | ■ Linea Keihin-Tōhoku e Negishi ■ Linea Yokohama | Naka-ku Yokohama      | 3     |
| B17    | Isezaki-chōjamachi | 伊勢佐木長者町 | 21.4                       | | Naka-ku Yokohama      | 1     |
| B18    | Bandōbashi         | 阪東橋         | 22.3                       | | Minami-ku Yokohama    | 1     |
| B19    | Yoshinochō         | 吉野町         | 22.8                       | | Minami-ku Yokohama    | 1     |
| B20    | Maita              | 蒔田           | 23.9                       | | Minami-ku Yokohama    | 1     |
| B21    | Gumyōji            | 弘明寺         | 25.0                       | | Minami-ku Yokohama    | 1     |
| B22    | Kami-Ōoka          | 上大岡         | 26.6                       | ● Linea Keikyū principale | Kōnan-ku Yokohama     | 1     |
| B23    | Kōnan-Chūō         | 港南中央       | 27.7                       | | Kōnan-ku Yokohama     | 1     |
| B24    | Kaminagaya         | 上永谷         | 29.4                       | | Kōnan-ku Yokohama     | 1     |
| B25    | Shimonagaya        | 下永谷         | 30.7                       | | Kōnan-ku Yokohama     | 1     |
| B26    | Maioka             | 舞岡           | 31.4                       | | Totsuka-ku Yokohama   | 1     |
| B27    | Totsuka            | 戸塚           | 33.0                       | ■ Linea Tōkaidō ■ Linea Yokosuka ■ Linea Shōnan-Shinjuku | Totsuka-ku Yokohama   | 1     |
| B28    | Odoriba            | 踊場           | 34.7                       | | Izumi-ku Yokohama     | 1     |
| B29    | Nakada             | 中田           | 35.6                       | | Izumi-ku Yokohama     | 1     |
| B30    | Tateba             | 立場           | 36.7                       | | Izumi-ku Yokohama     | 1     |
| B31    | Shimoiida          | 下飯田         | 38.8                       | | Izumi-ku Yokohama     | 1     |
| B32    | Shōnandai          | 湘南台         | 40.4                       | Linea Odakyū Enoshima Linea Sagami Izumino | Fujisawa              | 1     |